# شیگرین فالز (اوهایو)
شیگرین فالز (به انگلیسی: Chagrin Falls) یک روستا در ایالات متحده آمریکا است که در شهرستان کویاهوگا، اوهایو واقع شده‌است. شیگرین فالز ۵٫۵۴ کیلومتر مربع مساحت و ۴٬۱۰۴ نفر جمعیت دارد و ۳۰۶ متر بالاتر از سطح دریا قرار دارد.